# Родионов, Василий Борисович
Василий Борисович Родионов (род. 1941) — генерал-лейтенант ВС СССР, начальник Саратовского высшего военного Краснознамённого училища имени А.И. Лизюкова в 1985—1989 годах.

## Биография
Окончил Военную артиллерийскую академию имени М. И. Калинина в 1968 году. Генерал-майор (с 29 апреля 1985 года). Пост начальника Саратовского высшего военного командно-инженерного училища ракетных войск занял 20 сентября 1985 года. Участвовал в упразднении факультетов с кафедрами в 1988 году и учреждении дивизионной системы, 12 июля того же года в училище состоялась международная инспекция в рамках выполнения Меморандума о ликвидации ракет средней и малой дальности. Участвовал в мерах по ликвидации пусковых комплексов «Темп-С» и «Ока».
Пост начальника училища покинул в июле 1989 года в связи с назначением на пост заместителя начальника Военной артиллерийской академии имени Калинина. По словам современников, генерал-майор Родионов допускал нетактичное отношение к подчинённым, порой переходя на оскорбления. 7 февраля 1991 года произведён в генерал-лейтенанты, в 1992 году уволен в отставку.

## Награды
- Орден Красной Звезды[3]
- 12 медалей[3], в том числе:
  - Медаль «За отвагу на пожаре»[3]
  - Медаль «В ознаменование 100-летия со дня рождения Владимира Ильича Ленина»[3]
  - Медаль «За безупречную службу» I, II и III степеней[1]
  - Юбилейная медаль «50 лет Вооружённых Сил СССР»[1]
  - Юбилейная медаль «60 лет Вооружённых Сил СССР»[1]
  - Юбилейная медаль «70 лет Вооружённых Сил СССР»[1]